# Wasabi

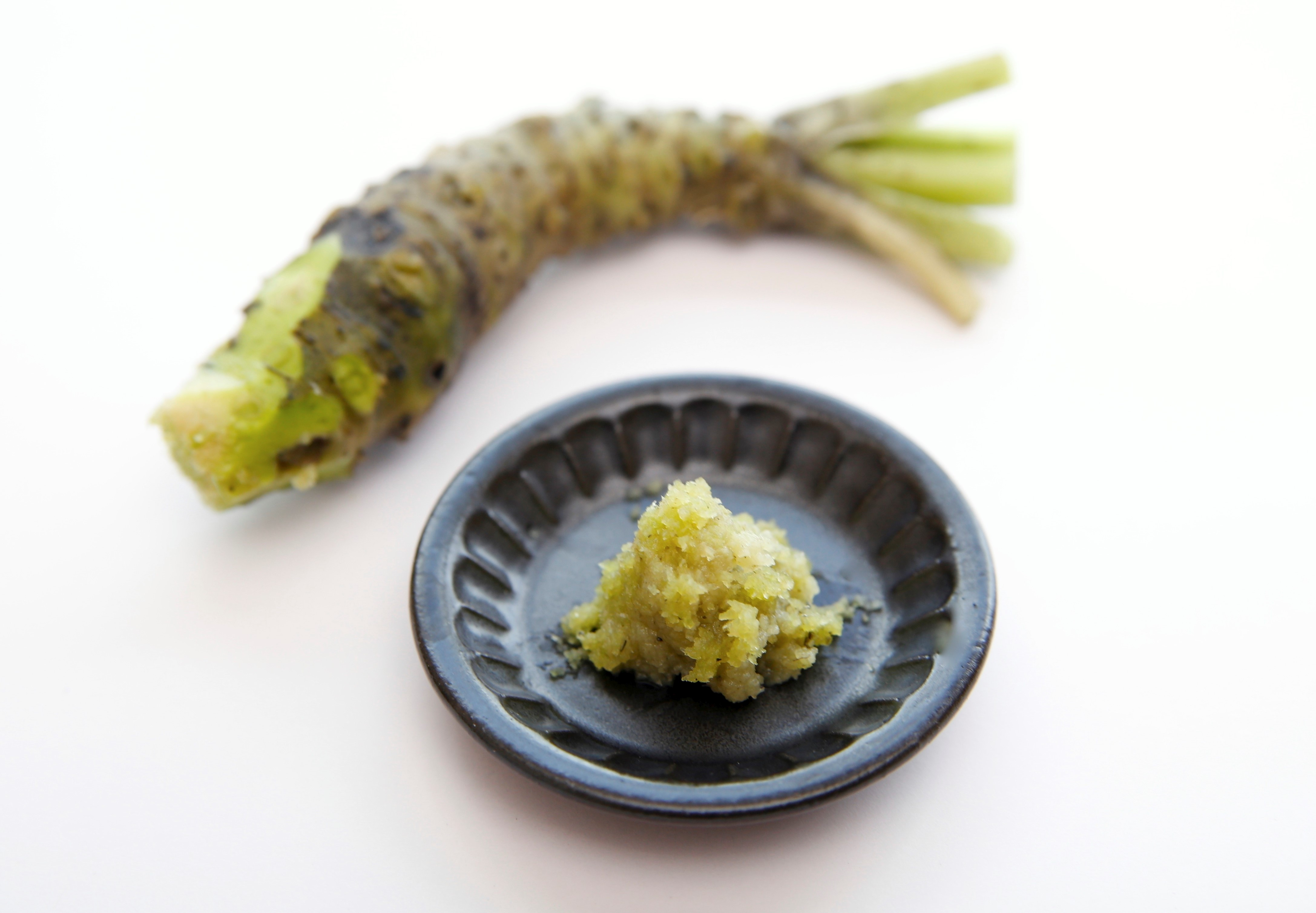
Wasabi fresco

Wasabi (em japonês:  山葵) é um tempero em pasta utilizado na culinária japonesa, feito da planta Eutrema japonicum, sendo cultivado nos frescos planaltos de Amagi, na península de Izu, Shizuoka, Hotaka e Nagano.
A Eutrema japonicum pertence à família das Brassicaceae e é conhecida também como raiz-forte japonesa ou wasábia. A raiz-forte japonesa obtida do caule fresco é chamada de hon-wasabi (verdadeira raiz-forte japonesa) diferenciando-se das outras formas de apresentação. Produtos comercializados em pasta ou pó (kona-wasabi) são preparados do caule seco.
O termo wasabi aparece no Honzo-wamyo, 918, o mais velho dicionário botânico, compilado na era Heian (794-1185), referenciando 1025 espécies de plantas japonesas.

## Uso medicinal
A raiz-forte japonesa selvagem parece ter sido utilizada como planta medicinal e antídoto para envenenamentos por ingestão de alimentos, daí ser servido com peixe cru desde a era Nara (710-793).
É comum a indicação fitoterápica do consumo de raiz-forte japonesa e europeia para pessoas com alergia respiratória ou rinite alérgica, devido a suas propriedades como descongestionante e expectorante.